# D'arcy Wretzky
D'arcy Elizabeth Wretzky-Brown (South Haven, 1º maggio 1968) è una bassista statunitense di origine polacca, nota per essere stata una dei componenti degli Smashing Pumpkins.

## Biografia

### Primi anni
D'arcy Wretzky è nata e cresciuta a South Haven nel Michigan, dove la madre, una musicista che lavorava come cantante, ha incoraggiato lei e le sorelle a suonare. Crescendo ha cominciato a suonare il violino e l'oboe e a cantare in un coro. Aveva intenzione di iniziare una carriera musicale da quando aveva dieci anni. Ha studiato al South Haven's L.C. Mohr High School, dove ha cominciato ad interessarsi al post-punk e a suonare in cover band. Dopo il diploma, su suggerimento di un amico francese conosciuto grazie ad uno scambio culturale (lei si recò in Francia e lui negli Stati Uniti), la ragazza si recò a Parigi e si unì ad una band per un breve periodo. Dopo poco tempo ha lasciato il gruppo e ha girato ancora per l'Europa, ritornando infine negli Stati Uniti. Al suo ritorno, ritrovandosi bloccata all'aeroporto di Chicago, chiamò i suoi genitori per farsi andare a prendere, ma non li trovò in casa, e perciò si ritrovò a girare per Chicago, trovandola così bella e interessante da non avere più voglia di tornare nel Michigan.
D'arcy ha dichiarato di essere una bassista autodidatta.

### The Smashing Pumpkins (1988-1999)
All'Avalon Nightclub di Chicago conobbe Billy Corgan, che le chiese di entrare a far parte della sua band, i futuri Smashing Pumpkins, che a quel tempo erano semplicemente Corgan, James Iha e una drum machine. D'arcy accettò e Jimmy Chamberlin completò la formazione solo alcuni mesi dopo. Wretzky è la bassista accreditata dei primi cinque album da studio della band: Gish, Siamese Dream, Mellon Collie and the Infinite Sadness, Adore e Machina/The Machines of God. In un'intervista del 1993 ha confermato che è stato Corgan a suonare tutte le parti di basso di Siamese Dream per ridurre i tempi di registrazione. Oltre al basso, ha contribuito anche ai cori in alcuni brani del gruppo.

### Tour finale, sessioni di registrazione e uscita dalla band (1999)
Dopo il breve tour "The Arising!", che vide, per la prima volta dal 1996, riuniti tutti i quattro membri originali, D'arcy decise di lasciare la band per seguire la carriera di attrice. Prima di abbandonare il gruppo, ha contribuito alla registrazione dell'album Machina/The Machines of God dove ha suonato le parti relative al basso in tutti i brani tranne l'ultimo della tracklist Age of Innocence. Nel tour successivo del 2000 è stata sostituita da Melissa Auf der Maur.

### Dopo l'uscita dalla band (1999-oggi)
Dopo tanti anni fuori dai riflettori, nel luglio 2009 ha rilasciato un'intervista per l'emittente radiofonica statunitense Q101 FM di Chicago nella quale ha dichiarato di non sentirsi più abbastanza in buona salute per fare la musicista. Ha affermato inoltre di aver vissuto brevemente ad Austin, in Texas, e di vivere in una fattoria nel Michigan.
Fino al 2013 i rapporti con Corgan sono rimasti tesi, ma nel 2014 ha provato a ristabilire un contatto con lui.
Nel 2016 la Wretzky ha comunicato che sta lavorando ad un proprio album, senza però rivelare i tempi di pubblicazione e realizzazione.
Secondo lei non ha partecipato alla reunion dei membri fondatori degli Smashing Pumpkins avvenuta nel 2018 perché Corgan le avrebbe fatto una proposta che poi avrebbe ritirato subito dopo, mentre secondo quest'ultimo sarebbe stata invitata a partecipare agli incontri e alle sessioni con il gruppo ma avrebbe sempre rimandato.
Nel 2018, nella prima data del Shiny and Oh So Bright tour a Glendale in Arizona, è stato proiettato durante l'esecuzione di Try, Try, Try un video rappresentante una modella, che aveva molto somigliaza con D'arcy, alle prese con la tossicodipendenza.
Nel 2019 la band Grave Next Door ha dichiarato di star collaborando con D'arcy, seppur non sia stato chiarito in che veste abbia partecipato.

### Vita privata
D'arcy è una fan sia di Star Trek che di X-Files.
Poco dopo aver lasciato il gruppo è stata arrestata il 25 gennaio del 2000, nella parte occidentale di Chicago, per possesso di cocaina.
È stata sposata dal 1993 al 1999 con il musicista Kerry Brown del gruppo di rock alternativo Catherine, in precedenza ha avuto anche una relazione con il compagno dei Pumpkins James Iha.
Durante la realizzazione di Mellon Collie and the Infinite Sadness ha dichiarato di aver avuto un aborto spontaneo.

## Discografia

### Con gli Smashing Pumpkins
- 1991 – Gish
- 1991 – Lull (EP)
- 1992 – Peel Sessions (EP)
- 1993 – Siamese Dream
- 1995 – Mellon Collie and the Infinite Sadness
- 1996 – 1979 Mixes (EP)
- 1997 – The End Is the Beginning Is the End (The Remixes) (EP)
- 1998 – Live at Cabaret Metro 10-5-88 (EP)
- 1998 – Adore
- 2000 – Machina/The Machines of God
- 2001 – Machina II/The Friends and Enemies of Modern Music

### Collaborazioni
- 1996 – Catherine – Hot Saki & Bedtime Stories (voce e cori nei brani Four Leaf Clover e Punch Me Out)
- 1996 – Fulflej – Wack-Ass Tuba Riff (cori nei brani Shells e Trust Flushed With Colors)
- 1998 – James Iha – Let It Come Down (voce armonica nel brano One And Two)
- 1999 – Cheap Trick – Music for Hangovers (basso nel brano If You Want My Love)
- 2002 – Plankeye – Wings To Fly (cori nel brano Bicycle)